# Cristina Espejo
Cristina Espejo Núñez (Monzón, 13 de octubre de 1994), es una atleta española.
Fue entrenada por Fernando García al que se le conoce popularmente como Phondi, hasta finales del 2015. Desde la temporada 2016/2017 entrena en el CAR de León bajo la tutela de José Enrique Villacorta.
En 2019 fue campeona de España de 3000 m en pista cubierta, logrando, además, la marca mínima para participar en el Campeonato de Europa en pista cubierta de ese mismo año.
A finales de 2021, por una mala racha de lesiones, dejó el CAR de León y pasó a entrenar con el exatleta olímpico José Antonio Redolat, con quien ha vuelto a estar en la élite nacional sumando una nueva internacionalidad a su palmarés.

## Palmarés

### Juvenil
- Oro - Campeonato de España en 800 m al aire libre CSD (2011)
- Bronce – LX Campeonato de España de 800 m al aire libre RFEA (2011).

### Júnior
- Plata - XXXIX Campeonato de España en pista cubierta 1500 m (2012)
- 14.ª - XCIV Campeonato de España de campo a través (2012)
- Bronce – LIX Campeonato España de 1500 m al aire libre RFEA (2012)
- Bronce - XLVIII Campeonato España de campo a través por clubs (2013)
- Bronce – XCV Campeonato España de campo a través RFEA (2013)
- 53.ª - Campeonato del mundo de campo a través (2013)
- Oro - LX Campeonato de España en 1500 m al aire libre (2013)
- 8.ª – XXII Campeonato de Europa de 1500 m al aire libre (2013)
- 17.ª - Campeonato de Europa de campo a través (2013)

### Promesa
- Oro – XXVII Campeonato de España Promesa en 3000 m en pista cubierta (2014)
- Oro - Campeonato de España universitario de campo a través (2014)
- Plata -XCVI Campeonato de España Promesa de campo a través (2014)
- Plata – XXIX Campeonato de España Promesa de 1500 m al aire libre (2014)
- 5.ª - I Juegos del Mediterráneo sub-23 en 1500 m al aire libre (2014)
- Bronce – XXXIX Campeonato de España de Federaciones Autonómicas (2014)
- 36.ª - XXI Campeonato de Europa Promesa de Campo a Través (2014)
- Oro - XXX Campeonato de España Promesa en 3000 m en Pista Cubierta (2015)
- Bronce - XCVII Campeonato de España Promesa de Campo a Través (2015)
- Plata – XXX Campeonato de España Promesa en 1500 m en aire libre (2015)
- 26ª - XXII Campeonato de Europa de Campo a Través (2015)
- Oro - XXXI Campeonato de España Promesa en 3000 m en Pista Cubierta (2016)
- Plata – XXXI Campeonato de España Promesa en 1500 m en Pista Cubierta (2016)
- Oro - XCVIII Campeonato de España Promesa de Campo a Través (2016)
- Oro- XXXI Campeonato de España Promesa de 1500 m al aire libre (2016)
- 4.º- XCVI Campeonato de España absoluto de 1500 m al aire libre (2016)
- 45.º- XXXIII Campeonato de Europa de Campo a Través (2016)

### Absoluta
- Oro – Campeonato de España de Atletismo en pista cubierta de 2019 en 3000 m
- 11.º - Campeonato de Europa de pista cubierta en 3000m (2019)
- 6.º - Campeonato del Mundo de campo a través - Relevo (2019)
- Oro - Campeonato de España absoluto de milla en ruta (2019)
- Internacional Campeonato de Europa de Campo a través (2019)
- 4.º- Campeonato de España de campo a través - Jaén (2022)
- Oro - Copa Europa de campo a través por clubs - 8º individual (2022)
- 2.º -  Campeonato de España de clubs pista cubierta - 1500m (2022)
- 7. º -  Campeonato de España de pista cubierta - 3000m (2022)
- 8.º -  Campeonato de España de campo a través (2023)
- Oro - Campeonato de Europa de campo a través por clubs (2023)
- 2.º - Campeonato de España de pista cubierta por clubs en 3000m (2023)
- 8.º - Campeonato de España absoluto aire libre 1500m (2023)
- Oro - Campeonato de España de campo a través por clubs - 4º individual (2023)
- Plata - Campeonato de Europa de campo a través por equipos – 35º individual (2023)
- 7.º - Campeonato de España de campo a través (2024)

## Honores
- Mejor deportista femenina 2013 - Asociación de la Prensa Deportiva de Huesca
- Mejor deportista femenina 2015 - Asociación de la Prensa Deportiva de Huesca